# Münster-Sarmsheim
Münster-Sarmsheim település Németországban, Rajna-vidék-Pfalz tartományban. Lakosainak száma 3136 fő (2023. december 31.). Münster-Sarmsheim Bingen am Rhein, Weiler bei Bingen, Waldalgesheim, Rümmelsheim és Dorsheim községekkel határos.

## Népesség
A település népességének változása:
| Lakosok száma | 2745 | 2936 | 2957 | 3049 | 3153 | 3136 |
|               | 1975 | 2017 | 2019 | 2021 | 2022 | 2023 |